# كارلوس سيروتي
كارلوس سيروتي (بالإسبانية: Carlos Cerutti)‏ (مواليد 12 فبراير 1969 - الوفاة 03 مايو 1990) كان لاعب كرة سلة أرجنتيني بدأ مسيرته الاحترافية في سنة 1985. كان يبلغ طوله 6 قدم 8 بوصة (2.0 م).